# Trichophysetis apicefulva
Trichophysetis apicefulva is een vlinder uit de familie van de grasmotten (Crambidae). De wetenschappelijke naam van deze soort is voor het eerst voorgesteld als Hendecasis apicefulva door George Francis Hampson in een publicatie uit 1916.
De soort komt voor in Sierra Leone, Ghana, Ethiopië, Congo-Kinshasa, Oeganda, Kenia, Tanzania, Angola, Mozambique, Zimbabwe, Zuid-Afrika en Eswatini.